# Szakcsi Lakatos Béla
Szakcsi Lakatos Béla (Budapest, 1943. július 8. – Budapest, 2022. október 2.) a Nemzet Művésze címmel kitüntetett, Kossuth-díjas és Liszt Ferenc-díjas magyar zongoraművész és zeneszerző, jazzmuzsikus, érdemes művész.

## Életpályája
Édesapja hatására kilencévesen kezdett zongorázni. Klasszikus zenét tanult, de figyelme a dzsessz felé fordult. Miközben a Bartók Béla Zeneművészeti Konzervatóriumban tanult, fesztiválokon olyan neves magyar zenészekkel játszott együtt, mint Tomsits Rudolf, Kőszegi Imre, Pecek Lakatos Géza. Később Kovács Andor gitáros együttesében tűnt fel, de a hatvanas évek közepén már saját zenekaraival is bemutatkozott. LDL nevű triójával a Magyar Rádió versenyén megosztott első díjat kapott, majd 1970-ben a Montreux-i Jazz Fesztiválon Pege Aladár kvartettjével második díjat nyertek. Ez indította el nemzetközi karrierjét, melynek csúcsát a Special EFX-szel készített lemezek, illetve a nyolcvanas-kilencvenes évek fordulóján a GRP kiadónál megjelent négy szólóalbum jelenti. Zenészpartnerei közt találhatjuk többek közt Bob Mintzert, John Patituccit, Jack DeJohnette-et, Dave Wecklt és Frank Zappát.
1972-től a Rákfogó együttes, majd 1980-tól a Saturnus tagjaként fontos szerepe volt a fúziós zene hazai terjedésében, érdeklődése kiterjedt a komolyzene és a dzsessz ötvözése felé is. A hetvenes évek kezdetétől tizenkét éven át tanított a Bartók Béla Zeneművészeti Szakközépiskola jazz-zongora szakán. A cigány folklór gyűjtésével és színpadi művekké formálásával is foglalkozott, Piros karaván címmel 1975-ben mutatták be első cigánymusicaljét, melyet az Egyszer egy cigánylány, majd a Cigánykerék követett. 1988-ban a Szegedi Szabadtéri Játékokon mutatta be a Rock Színház A bestia című művét.
2004-ben megjelent Na dara! (Ne félj!) című albuma a cigányjazz magyar műfajteremtő darabjának tekinthető. Életműve elismeréseként 2005-ben Kossuth-díjjal tüntették ki. 2006-ban Prima díj elismerésben részesült. Utolsó éveiben behatóan foglalkozott Kurtág György és Ligeti György műveivel, továbbra is elhivatottan kutatta a lehetőséget, hogy az eddig elkülönülő zenei műfajokból közös nyelvet teremtsen.
Mindezen tevékenységei mellett többször játszotta koncerten Mozart D-dúr, Koronázási zongoraversenyét, melynek kadenciáiban jazzt improvizált.
2008-ban mutatták be a Kerényi Miklós Gáborral (librettó) és Müller Péter Sziámival (dalszöveg) közösen írt, Szentivánéji álom című új musicaljét. A Shakespeare történetén alapuló darab a világzene szinte minden műfaját felvonultatja, ezért Szakcsi új közös zenei nyelv megteremtését célzó törekvésének megfelelően a worldmusical műfaji meghatározást kapta. A Szegedi Szabadtéri Játékokon tartott ősbemutató óta a Budapesti Operettszínház repertoárján fut nagy sikerrel.
Koncertjeire a jazz és a kortárs improvizáció ötvözése volt jellemző. Ezzel túllépte a megszokott kereteket, a klasszikus és kortárs zenére, a népzenére, valamint a jazzre egyaránt reagáló, progresszív előadást hozva létre. Szóló improvizációs koncertjei, valamint Climate Change nevű együttese (Szakcsi – zongora, Dresch Mihály – szaxofon, furulya, Szandai Mátyás – bőgő, Balázs Elemér – dob) egyaránt jó példa volt erre. 2010-ben Hazám-díj elismerésben részesült.
2018-ban újra alakította a Rákfogó zenekart Kőszegi Imrével és Babos Gyulával. Babos halála után a zenekar átalakult, a kvintett friss hangzás után kutat, a kompozíciókra Robert Glasper, Miles Davis, Joe Zawinul gyakoroltak hatást. Szakcsi Lakatos Béla a Fender zongora határait feszegeti, Fekete-Kovács Kornél és Fenyvesi Márton játékát elektronikus effektek teszik 21. századivá, míg Kőszegi Imre a külön erre a projektre készíttetett cintányérokkal és kiegészítőkkel teszi még színesebbé játékát. Szakcsi életének utolsó zenekarával is örömmel kísérletezett.
Szakcsi Lakatos Béla 2014-ben nyerte el a Nemzet Művésze címet rendkívüli improvizációs képessége, virtuóz játéktudása, művészet iránti elkötelezettsége, a jazz műfajának hazai és nemzetközi népszerűsítésében vállalt kivételes szerepe elismeréseként. 2022-ben a Petőfi Zenei Díj életmű díjában részesült.
Halála előtt 10 nappal sajtótájékoztatón mutatta be a BMC-ben utolsó színpadi művének, A tudás fája misztériumjátéknak CD felvételét, amelyet élete fő művének tekintett. A bibliai képekre épülő történet az emberi döntések felelősségét feszegeti.
2022. október 2-án hunyt el szívelégtelenség következtében, ami miatt egy ideje mű szívbillentyűvel élt. 2022. október 18-án helyezték végső nyugalomra a Fiumei úti sírkertben. A szertartáson beszédet mondott Hoppál Péter, a Kulturális és Innovációs Minisztérium kultúráért felelős államtitkára, valamint személyesen búcsúzott Novák Katalin köztársasági elnök, Orbán Viktor miniszterelnök és Schmitt Pál volt köztársasági elnök is.
2024-ben az MTVA online dzsesszrádiót indított, ami – az ő emlékére és tiszteletére – a Szakcsi Rádió nevet kapta.

## Együttesek
- Pege Aladár Quartet
- Climate Change
- East
- Magyar Jazz Quartet
- Rákfogó
- Saturnus
- Szakcsi Gipsy Jazz
- Szakcsi Lakatos Trio

## Musicalek
- Piros karaván; bemutató: 1974. március 16., Budapesti Operettszínház (Dalszöveg és szövegkönyv: Csemer Géza)
- Cigánykerék; bemutató: 1984. február 11., Pécsi Nemzeti Színház (Dalszöveg és szövegkönyv: Csemer Géza)
- A bestia; bemutató: 1988. július 21., Szeged, Dóm tér (Dalszöveg és szövegkönyv: Csemer Géza)
- Szentivánéji álom; bemutató: 2008. július 25., Szeged, Dóm tér (Dalszöveg: Müller Péter Sziámi és szövegkönyv: Kerényi Miklós Gábor)

## Diszkográfia
- My Flower My Flower, 1988
- Skakcsi – Sa – Chi with George Jinda, 1988
- Mystic Dreams mit George Jinda and Howie Morrel, 1989
- Eve of Chance, 1992
- Straight Ahead, 1994
- Virágom, virágom, 1998
- Conversation for two pianos & orchestra, 1998
- Das Duell I-II-III. – Vukán-Szakcsi in Göttingen, 1998
- Conversation Plus, 1999
- Fourehand, 2000
- On The Way Back Home / Útban hazafelé, 2000
- In One Breath mit Lajos Kathy Horváth, 2001
- Long, Hot Summer: Songs of Pál S. Gábor with Dezső Ablakos Lakatos, Viktor Hárs, Endre Berecz, Béla Zsoldos, 2001
- Na dara! with György Orbán, András Peczek Lakatos, Mónika Rostás, Csaba Rostás, 2004
- Check it out, Igor with Miklós Lukács, 2005
- 8 Trios: Róbert Szakcsi Lakatos, Béla Szakcsi Lakatos Jr., Kálmán Oláh, Jack DeJohnette, John Patitucci, 2006

## Díjai, elismerései
- Montreux-i Jazz Fesztivál – II. díj (1970)
- Liszt Ferenc-díj (1987)
- EMeRTon-díj (1987)
- Szabó Gábor-életműdíj (1994)
- Érdemes művész (2002)
- Budapestért díj (2002)
- Kossuth-díj (2005)
- Prima díj (2006)
- Hazám-díj (2010)
- Magyar Kultúra Követe Cím (2010)
- A Nemzet Művésze (2014)
- Petőfi Zenei Díj – Életműdíj (2022)

## Emlékezete
- 2023 óta nevét őrzi az 547400 Szakcsilakatos kisbolygó.[4]